# Titularerzbistum Leontopolis in Pamphylia
Leontopolis in Pamphylia (ital.: Leontopoli di Pamfilia) ist ein Titularerzbistum der römisch-katholischen Kirche. 
Es geht zurück auf ein früheres Bistum der antiken und byzantinischen Stadt Leontopolis in der kleinasiatischen Landschaft Pamphylien an der südwestlichen Mittelmeerküste der heutigen Türkei.
| Titularbischöfe von Leontopolis in Pamphylia |                                                           |                                             |                   |                    |
| Nr.                                          | Name                                                      | Amt                                         | von               | bis                |
| 1                                            | Elias Daniel von Sommerfeld                               | Weihbischof in Breslau (Königreich Böhmen)  | 26. Januar 1714   | 26. Juli 1742      |
| 2                                            | Joaquim de Nossa Senhora de Nazareth Oliveira e Abreu OFM | Prälat von Mosambik (Mosambik)              | 4. September 1815 | 23. August 1819    |
| 3                                            | Francesco Beretti                                         | Kurienerzbischof                            | 25. November 1949 | 27. April 1955     |
| 4                                            | Adelmo Cavalcante Machado                                 | Koadjutorerzbischof von Maceió (Brasilien)  | 24. Juni 1955     | 19. Oktober 1963   |
| 5                                            | Giuseppe D’Avack                                          | emeritierter Bischof von Camerino (Italien) | 13. Februar 1964  | 19. September 1972 |